# Nanpin-Schule

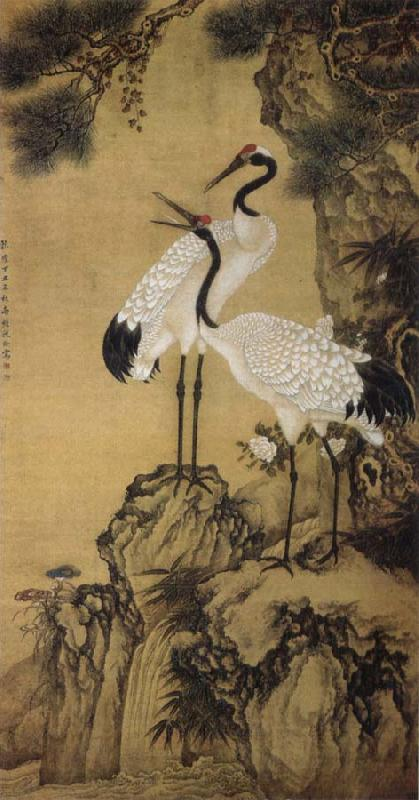
Kiefern und Kraniche (Shen Quan)

Die Nanpin-Schule (japanisch 南蘋派, Nanpin-ha) der Malerei geht auf Shen Quan (jap. Nanpin) zurück, der von 1731 bis 1733 in Nagasaki lehrte. Nanpins Stil ist gekennzeichnet durch eine realistische Ausführung der Themen wie „Blumen und Vögel“ Eine Zeit lang war dieser Stil sehr populär, wurde dann aber von Maruyama Ōkyo und dessen Schule zurückgedrängt. Sein Schüler Kumashiro Yūhi (1712–1772) wurde dann Lehrer einer ganzen Reihe weiterer Schüler. Während Sō Shiseki (宋 紫石; 1715–1786) den Stil in Edo verbreitete, sorgte vor allem Kakutei (鶴亭; 1722–1785) für die Verbreitung im Osaka-Kyoto Gebiet. Weitere Schüler bzw. Maler dieses Stils waren
- Shokatsu Kan (諸葛 監; 1717–1790)
- Takebe Ryōtai (建部 綾岱; 1719–1774)
- Katori Nahiko (楫取 魚彦; 1723–1782)
- Mori Ransai (森 蘭斎; 1731–1801)
- Kurokawa Kigyoku (黒川 亀玉; 1732–1756)
- Mamura Rokō (真村 廬江; 1755–1795)
- und andere